# Łukasz Rogulski
Łukasz Rogulski (ur. 10 czerwca 1993) – polski piłkarz ręczny, obrotowy, od 2022 zawodnik Industria Kielce.

## Kariera sportowa
Wychowanek Szczypiorniaka Olsztyn, następnie uczeń i zawodnik SMS-u Gdańsk. W sezonie 2011/2012 zdobył w jego barwach 120 bramek w I lidze.
W 2012 trafił do pierwszoligowego Wybrzeża Gdańsk, z którym w sezonie 2013/2014 wywalczył awans do Superligi (rzucił 117 bramek). W sezonie 2014/2015 był najlepszym strzelcem Wybrzeża Gdańsk w najwyższej klasie rozgrywkowej – w 28 meczach zdobył 141 goli. W sezonie 2016/2017, w którym rozegrał w Superlidze 30 spotkań i rzucił 123 bramki, otrzymał nominację do tytułu najlepszego obrotowego rozgrywek. W sezonie 2017/2018, w którym rozegrał 33 mecze i zdobył 150 goli, zajął 8. miejsce w klasyfikacji najlepszych strzelców ligi. Ponadto po raz drugi z rzędu otrzymał nominację do nagrody dla najlepszego obrotowego Superligi.
W 2018 przeszedł do Azotów-Puławy, z którymi podpisał trzyletni kontrakt. W sezonie 2018/2019 rozegrał w Superlidze 25 meczów i zdobył 65 goli, a w Pucharze EHF wystąpił w ośmiu spotkaniach, w których rzucił 25 bramek.
W 2010 wraz z reprezentacją Polski juniorów uczestniczył w mistrzostwach Europy U-18 w Czarnogórze, podczas których zdobył 17 bramek w siedmiu meczach. W 2011 wziął udział w otwartych mistrzostwach Europy juniorów w Szwecji (6. miejsce). W 2012 wystąpił z kadrą młodzieżową w mistrzostwach Europy U-20 w Turcji – rzucił w nich 26 goli.
Od 2013 regularnie występował w reprezentacji B. Zagrał m.in. w turnieju w Wągrowcu (listopad 2015), w którym zdobył pięć bramek, natomiast w listopadzie 2016 uczestniczył w międzynarodowym turnieju towarzyskim w Płocku, podczas którego rzucił 14 goli w trzech meczach. W maju 2017 został po raz pierwszy powołany do reprezentacji A. Zadebiutował w niej 8 czerwca 2017 w przegranym spotkaniu ze Szwecją (27:33), w którym zdobył jedną bramkę.

## Statystyki
| SMS Gdańsk                      | 2010/2011 | I liga    | 22  | 74  | 3,4 |
| SMS Gdańsk                      | 2011/2012 | I liga    | 21  | 120 | 5,7 |
| SMS Gdańsk                      | Razem     | Razem     | 43  | 194 | 4,5 |
| Wybrzeże Gdańsk                 | 2012/2013 | I liga    | 23  | 95  | 4,1 |
| Wybrzeże Gdańsk                 | 2013/2014 | I liga    | 23  | 117 | 5,1 |
| Wybrzeże Gdańsk                 | 2014/2015 | Superliga | 28  | 141 | 5   |
| Wybrzeże Gdańsk                 | 2015/2016 | I liga    | 26  | 103 | 4   |
| Wybrzeże Gdańsk                 | 2016/2017 | Superliga | 30  | 123 | 4,1 |
| Wybrzeże Gdańsk                 | 2017/2018 | Superliga | 33  | 150 | 4,5 |
| Wybrzeże Gdańsk                 | Razem     | Razem     | 163 | 729 | 4,5 |
| Azoty-Puławy                    | 2018/2019 | Superliga | 25  | 65  | 2,6 |
| Superliga                       | Superliga | Superliga | 116 | 479 | 4,1 |
| I liga                          | I liga    | I liga    | 115 | 509 | 4,4 |
| Stan na koniec sezonu 2018/2019 |           |           |     |     |     |